# PGC 165213
LEDA/PGC 165213 ist eine Galaxie im Sternbild Jungfrau auf der Ekliptik. Sie ist schätzungsweise 544 Millionen Lichtjahre von der Milchstraße entfernt und hat einen Durchmesser von etwa 65.000 Lichtjahren. Vom Sonnensystem aus entfernt sich das Objekt mit einer errechneten Radialgeschwindigkeit von näherungsweise 12.200 Kilometern pro Sekunde.
Im selben Himmelsareal befinden sich unter anderem die Galaxien NGC 4503, IC 3481, PGC 165216, PGC 165217.